# Diplospinus multistriatus
Diplospinus multistriatus is een straalvinnige vissensoort uit de familie van slangmakrelen (Gempylidae). De wetenschappelijke naam van de soort is voor het eerst geldig gepubliceerd in 1948 door Maul.